# Hugonia afzelii
Hugonia afzelii là một loài thực vật có hoa trong họ Linaceae. Loài này được R.Br. ex Planch. mô tả khoa học đầu tiên năm 1848.